# Bruna Truffa
María Inés Bruna Truffa Sola (más conocida como Bruna Truffa, Arica, 27 de enero de 1963) es una artista visual chilena gestora —junto a Sebastián Leyton y Rodrigo Cabezas— del proyecto Cabezas+Truffa+Leyton entre 1986 y 1998.
Estudió arte en la Universidad de Chile. En su trabajo ha abordado el «universo femenino y su relación a arquetipos iconográficos de los elementos del agua, el fuego y el aire, a la memoria, el paisaje y el viaje personal», incluyendo además la identidad iconográfica chilena, temática con la que trabajó junto a Rodrigo Cabezas, y que «se inspira en lo cotidiano».
El año 2000 recibió dos nominaciones al Premio Altazor de las Artes Nacionales en las categorías Pintura e Instalación y Videoarte con Si vas para Chile, obra que realizó junto a Rodrigo Cabezas; el año 2006 ganó tal galardón en solitario por Territorio Doméstico.
Ha participado en varias exposiciones individuales y colectivas durante su carrera, entre ellas la muestra Última Generación del Museo de Arte Moderno de Chiloé (1995), la Bienal de Pintura Gunther del Museo Nacional de Bellas Artes de Chile (1997), la IX Bienal de Cuenca (2007), la muestra Universos Femeninos, Cuestión de Género del Museo de Artes Visuales de Santiago (2008), entre otras exposiciones en Chile, América Latina y Europa.
El año 2003 fue invitada por el Ministerio de Educación de Chile a conformar la Colección Arrau, junto a otros exponentes de la plástica chilena e internacional con el fin de conmemorar el centenario de su natalicio.
El año 2018 fue distinguida por la Ilustre Municipalidad de Arica como Hija Ilustre de la ciudad, por el aporte al arte y cultura en Chile. El reconocimiento lo recibió de parte del alcalde de Arica Gerardo Espíndola.